# All in (House M. D.)
All In (Apuesto el resto en Argentina, España y Uruguay y Jugárselo todo en México) es el decimoséptimo episodio de la segunda temporada de la serie estadounidense House M. D.. Fue estrenado el 11 de abril de 2006 en Estados Unidos y el 7 de noviembre de 2006 en España.
Durante una excursión escolar un niño sufre un hemorragia rectal. Al llegar al hospital House cree reconocer los mismos síntomas que llevaron a la muerte en 24 horas de una anciana paciente suya doce años atrás, sin que pudiera descubrir la razón. En una lucha contrarreloj House deberá jugarse a todo o nada. Simultáneamente, en el hospital se realiza un torneo de póquer con fines benéficos, en el que House aconseja a Wilson sobre lo que debe de hacer para vencer Cuddy. 

## Sinopsis

### Caso principal
Ian Alston es un niño de 6 años que durante una excursión escolar sufre un hemorragia rectal y es llevado por su padre a la guardia de urgencias (ER) del hospital. En ese momento todo el personal se encuentra en un torneo de póquer con fines benéficos que se realiza en las instalaciones del hospital universitario. House, Cuddy y Wilson se encuentran jugando en la misma mesa, cuando un médico llega a informarle a la directora sobre la internación de Ian y la presencia de sus padres. El niño presenta diarrea con sangre y algunos problemas de coordinación. Cuddy conoce al niño y sus padres y descuenta que es una gastroenteritis sin mayor importancia. Pero House, al oír los síntomas, deja el juego, se levanta de inmediato y llama a su equipo.
Ya en el departamento de diagnóstico, House escribe los síntomas en la pizarra en dos columnas:
| ESTHER            | IAN               |
| ----------------- | ----------------- |
| Diarrea sangrante | Diarrea sangrante |
| Ataxia            | Ataxia            |
| Falla renal       | Falla renal       |
| Falla pituitaria  | Falla pituitaria  |
| Falla hepática    |                   |
| Esplénica intacta |                   |
| Falla resp.       | Falla resp.       |
| MUERTE            |                   |

En realidad se trata de dos pacientes, porque House cree reconocer la misma sucesión de síntomas que doce años atrás llevó a la muerte en 24 horas, de una anciana paciente suya, Esther, sin que pudiera descubrir la razón y que lo ha obsesionado desde entonces. House sospecha que debe ser enfermedad de Erdheim-Chester, una extraña enfermedad de la que se han registrado solo 200 casos, y ordena realizar una colonoscopia. El resto del equipo piensa que se trata de una simple gastroenteritis y que House se está dejando llevar por su antigua obsesión.
Foreman y Chase encuentran una papilas púrpuras en el intestino del chico, tal como House había anticipado, pero el análisis de la biopsia da negativo para Erdheim-Chester. House se muestra sorprendido e insiste en su empeño ordenando una biopsia del riñón, contra la opinión de Chase que le informa a los padres que Ian padece una simple afección gastrointestinal y que va a ponerse bien. Mientras Chase habla con los padres, House observa que la orina del niño se ha puesto marrón: los riñones están fallando. Ian está siguiendo los pasos de Esther.
En el diagnóstico diferencial Chase sostiene que debe ser E. coli H0157 (escherichia coli O157:H7), causando síndrome urémico hemolítico. House coincide en que es la explicación más adecuada, pero también dice que es lo que supuso que tenía Esther y que no resultó. Cameron piensa que podría ser síndrome de Goodpasture, pero esta enfermedad no presenta las papilas púrpuras. Foreman toma en cuenta el siguiente síntoma de Esther (falla pituitaria) y los asocia con envenenamiento por metales pesados, pero no coincide con los niveles normales del hematocrito de Ian y de Esther. Cameron sugiere entonces la hipótesis de un linfoma. House no había pensado en ello. De ser así debería estar muy avanzado, por lo que ordena un frotis de la sangre para un estudio inmunoquímico y una resonancia magnética (IRM).
Foreman y Cameron realizan la IRM y vuelven con la noticia de que el niño tiene una masa celular en la pituitaria. El hallazgo parece confirmar la hipótesis del linfoma y House se lamenta de no haber pensado en eso en el caso de Esther, algo que le hubiera permitido curarla simplemente con la administración de prednisona. Pero en ese momento entra Chase, sorprendiéndose de que el equipo esté dando por sentado que se trata de un linfoma, porque el análisis de sangre descarta la presencia de un linfoma.
House entonces dice que el caso es como un tren y que ellos tienen la ventaja de saber a dónde va. Eso les permite adelantarse. La próxima estación es el hígado, donde la enfermedad llegará en unos 90 minutos; quizás puedan tirar un árbol sobre las vías para impedirlo. Ordena tratar al chico con acetilcisteína, interferón, silimarina y cualquier otra droga que los médicos crean que puede proteger al hígado.
Ian sufre un ataque respiratorio y debe ser intubado. No es una buena noticia, porque la enfermedad no atacó el hígado, pero pasó directamente a la falla respiratoria, el último de los síntomas que tuvo Esther antes de morir. En vez de doce horas, ahora al niño le quedan solo dos. La pregunta es: ¿qué hicieron los médicos que causó ese efecto?. House vuelve a obsesionarse con el caso, y finalmente logra probar que sí era la Enfermedad de Erdheim-Chester. Tras salvar al niño, House habla con Wilson, quién le dice: " ¿Esther puede descansar en paz?", y House responde que sí, aliviando su obsesión.

### Relaciones entre los personajes
Al comienzo del capítulo House, Wilson y Cuddy están jugando al póquer en la misma mesa. Al inicio, House se retira para atender al paciente, pero sigue jugando por teléfono a través de Wilson, deduciendo las cartas de Cuddy, por sus gestos y conductas.  

## Diagnóstico
Tanto el niño como la anciana padecían la misma rara enfermedad, Enfermedad de Erdheim-Chester.